# البیولو
البیولو (به ایتالیایی: Albiolo) یک سکونتگاه مسکونی در ایتالیا است که در استان کومو واقع شده‌است.

## خصوصیات
البیولو ۲٫۹ کیلومترمربع مساحت و ۲٬۳۷۲ نفر جمعیت دارد و ۴۲۳ متر بالاتر از سطح دریا واقع شده‌است.